# Agència Catalana de Patrimoni Cultural
L'Agència Catalana del Patrimoni Cultural (ACdPC) és una agència de la Generalitat de Catalunya fundada el 2011 però posada en marxa el 2013, que té l'objectiu d'agilitzar la gestió i millorar la qualitat de les intervencions en el patrimoni cultural. Es tracta un projecte impulsat pel llavors conseller de Cultura Ferran Mascarell qui, basant-se en el model de l'English Heritage, va crear una agència que s'encarreguès de gestionar tots els monuments propietat de la Generalitat de Catalunya, tot combinant la titularitat pública i la participació del sector privat i el teixit associatiu català. Aquesta agència és un ens públic amb personalitat jurídica pròpia i gestionarà aproximadament uns 70 milions d'euros anuals Està regulada per la Llei 7/2011, del 27 de juliol, de mesures fiscals i financeres. Va ser aprovada definitivament el dia 21 de desembre de 2011, però els seus estatuts no es van aprovar fins al juliol de 2013. Des de 2017, el seu director és Jusèp Boya.

## Història
L'1 de juny de 2011 el Govern de la Generalitat va fer públic l'avantprojecte de la coneguda com llei òmnibus, amb la intenció d'aprimar i optimitzar l'Administració pública catalana. El 5 de juliol, després d'un període d'al·legacions i canvis, el Govern va presentar i enviar una nova versió de la llei al Parlament, estructurada en tres projectes de llei independents. En aquestes propostes de llei s'incloïa la creació d'una Agència Catalana del Patrimoni Cultural. L'Agència concentraria les competències de la Direcció General d'Arxius, Biblioteques, Museus i Patrimoni, així com cinc museus: el Museu d'Història de Catalunya, el Museu d'Arqueologia de Catalunya, El Museu Nacional Arqueològic de Tarragona, el Museu de la Ciència i de la Tècnica de Catalunya i el Museu d'Art de Girona. També s'inclouria el Centre de Restauració de Béns Mobles de Catalunya. La publicació d'aquesta notícia va causar cert recel en el sector professional. Van sortir diverses veus que qüestionaven la viabilitat o idoneïtat de la proposta.
En el primer esborrany de juny, l'Agència també pretenia controlar entitats com la Biblioteca de Catalunya, l'Arxiu Nacional de Catalunya i la Institució de les Lletres Catalanes, derogant diverses lleis relacionades. Després de la dura crítica del sector i el ferm posicionament de personalitats com Dolors Lamarca, llavors directora de la Biblioteca de Catalunya, l'Associació d'Arxivers i Gestors Documentals de Catalunya, o el degà de la ILC Francesc Parcerisas, aquestes institucions van sortir de la proposta de llei en la nova versió presentada al juliol.

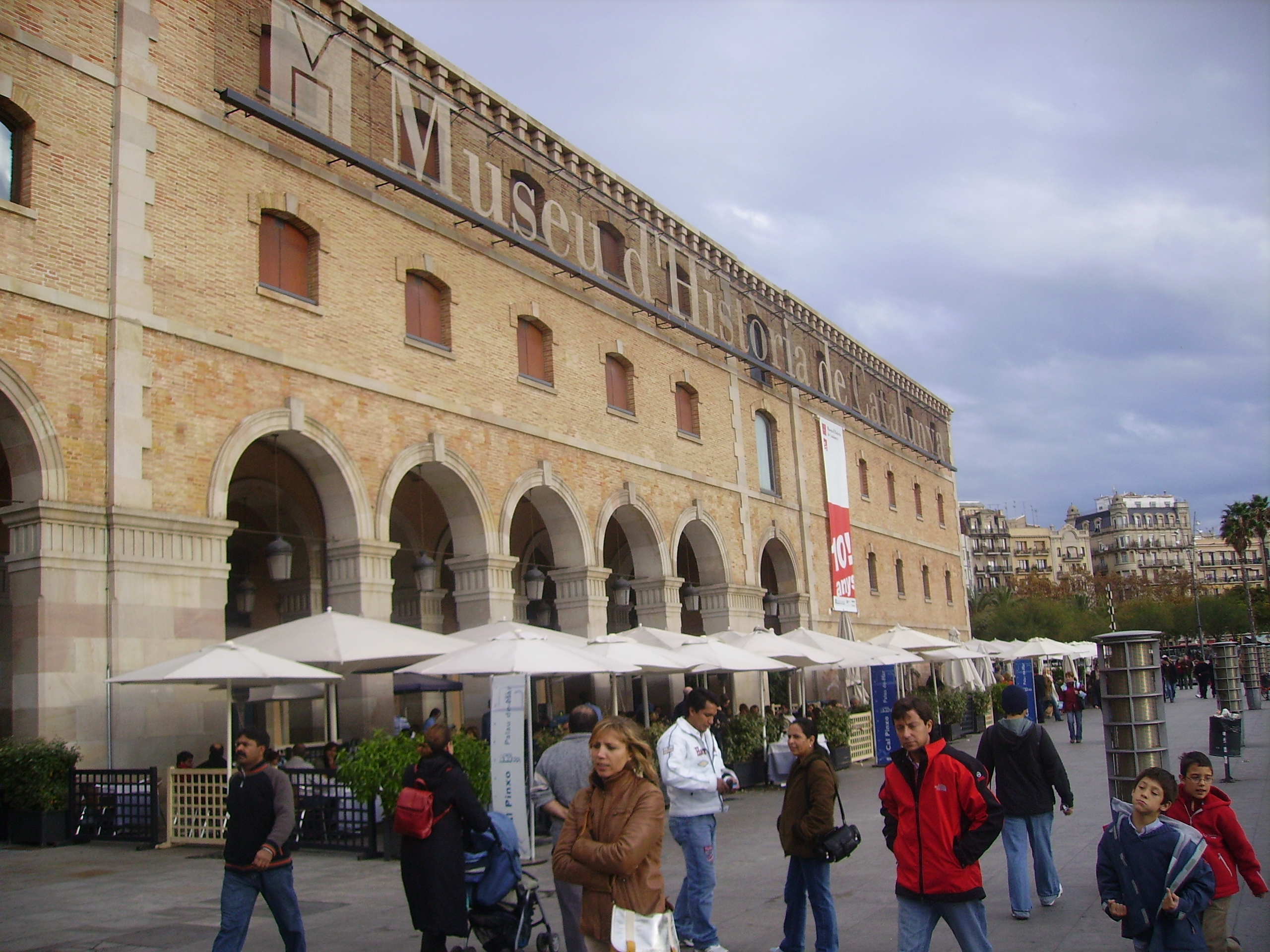
Museu d'Història de Catalunya
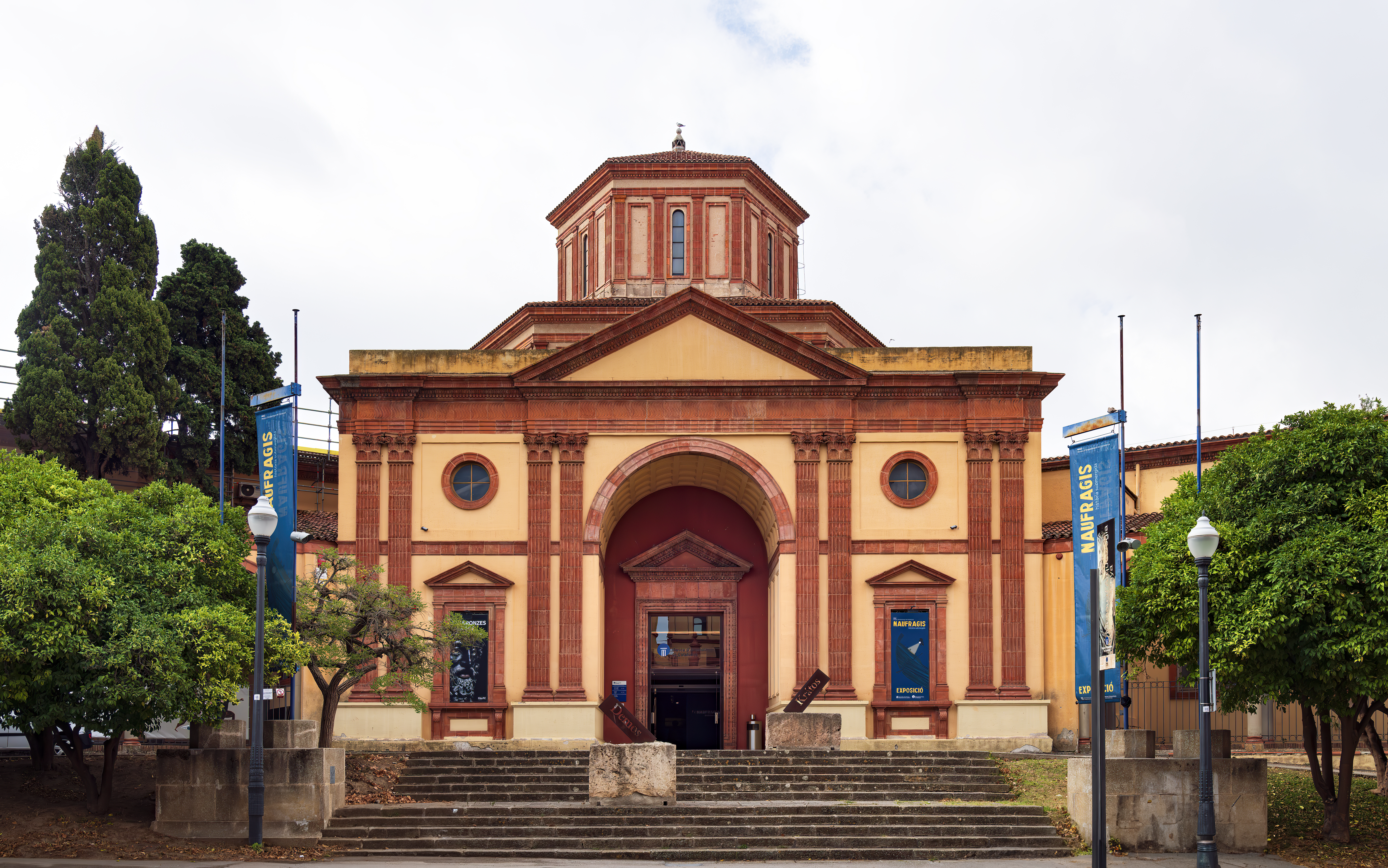
Museu d'Arqueologia de Catalunya
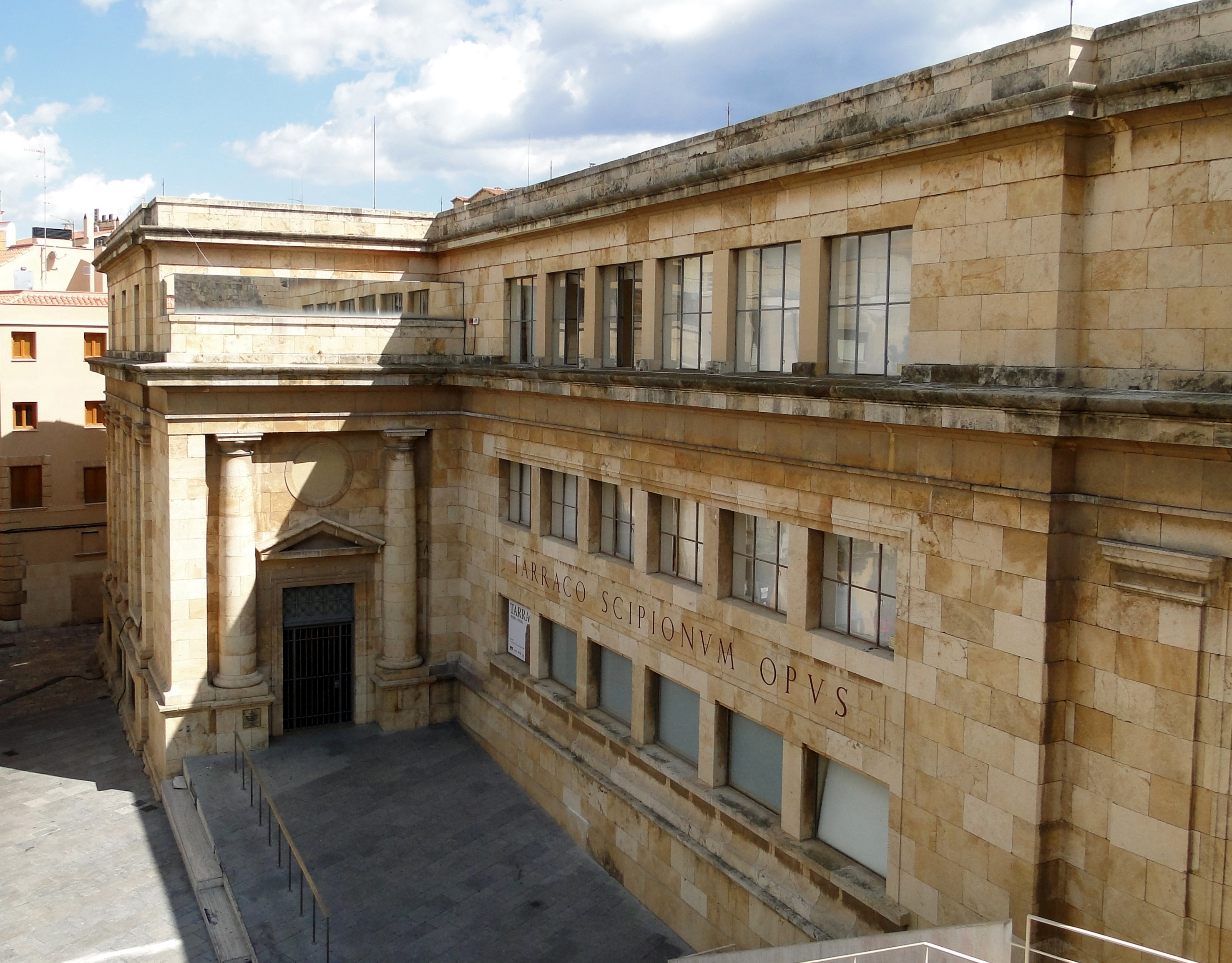
Museu Nacional Arqueològic de Tarragona
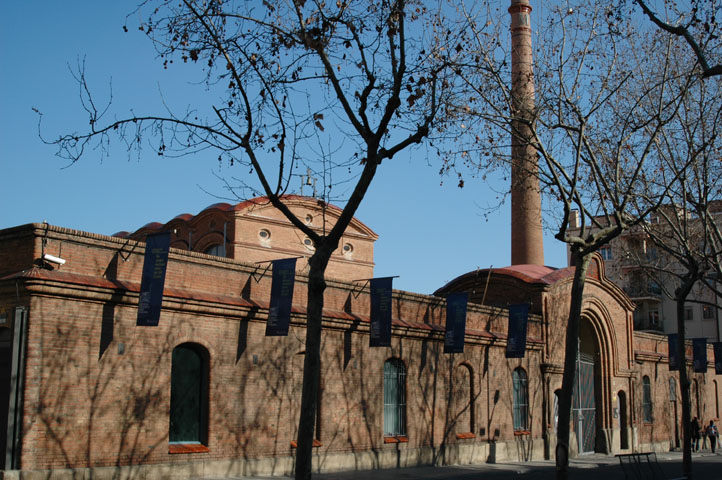
Museu de la Ciència i de la Tècnica de Catalunya
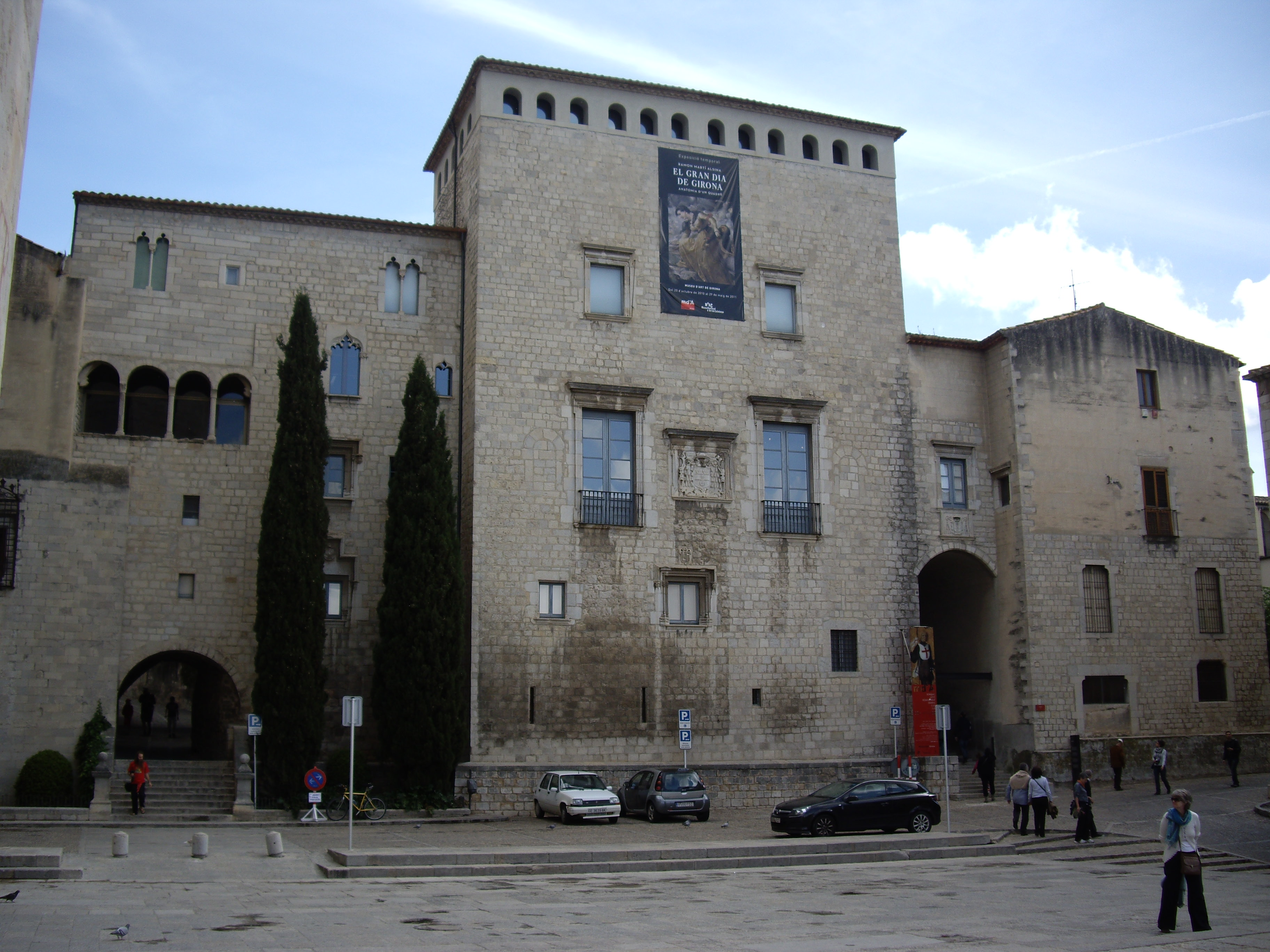
Museu d'Art de Girona
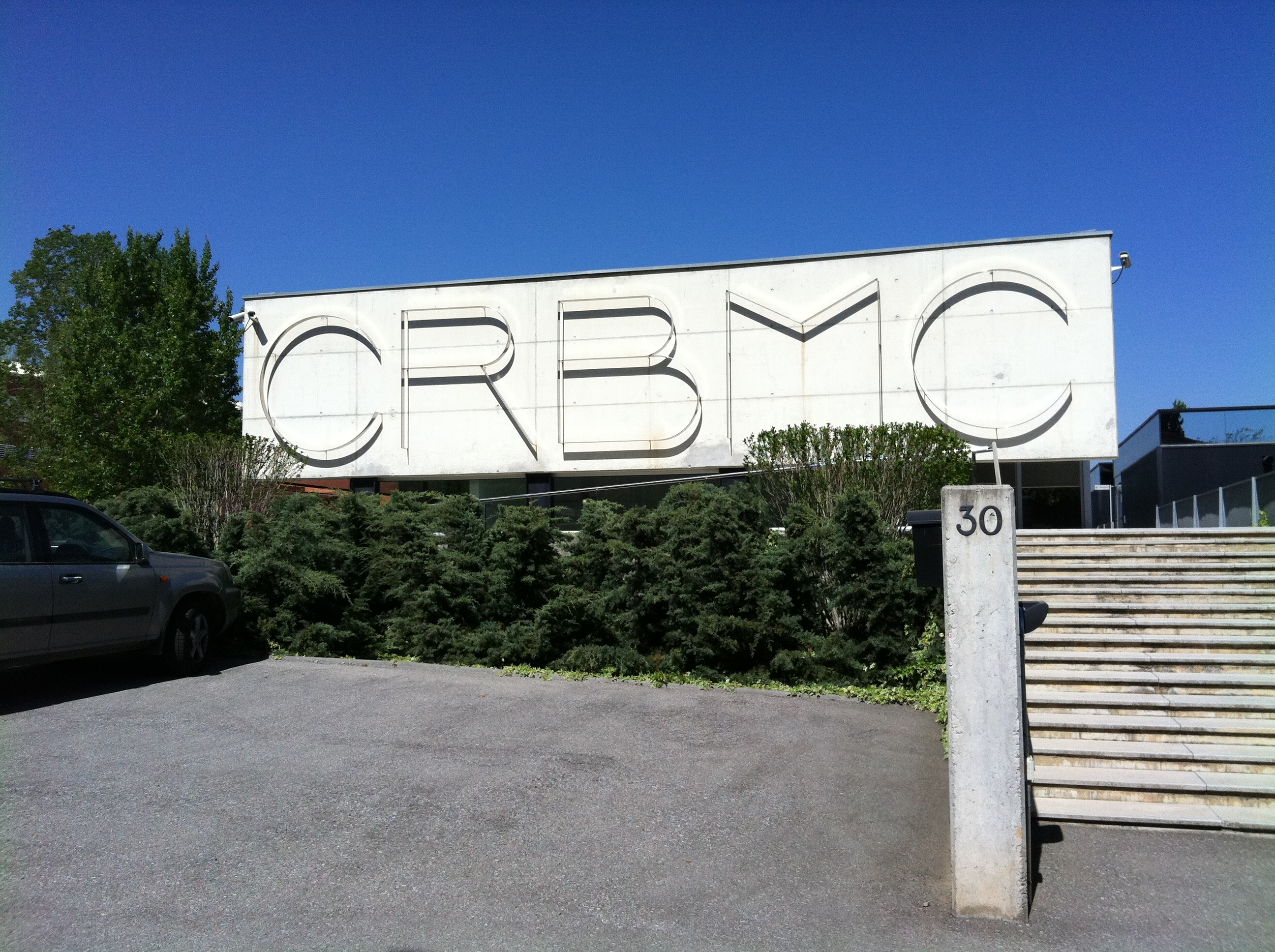
Centre de Restauració de Béns Mobles de Catalunya

### Canvi de marc legal
La coneguda com llei òmnibus va suposar un seguit de reformes legislatives, afectant a diverses institucions culturals i lleis existents:
- La 1a llei, de simplificació i millora de la regulació, modifica la Llei 2/1993, del 5 de març, de foment i protecció de la cultura popular i tradicional i de l'associacionisme cultural, així com la Llei 20/2010, de 7 de juliol, de cinema, i també la Llei 34/2010, de l'1 d'octubre, de regulació de les festes tradicionals amb bous.

- La 2a llei, d'agilitat i reestructuració administrativa, modifica la Llei 20/2000, del 29 de desembre, de l'Institut Català de les Indústries Culturals; la Llei 4/1993, de 18 de març, del sistema Bibliotecari de Catalunya; la Llei 6/2008, de 13 de maig, del Consell Nacional de la Cultura i de les Arts; la Llei 20/1987, de 12 de novembre, de creació de l'Entitat Autònoma Institució de les Lletres Catalanes; la Llei 21/2003, del 4 de juliol, de foment de la pau; la Llei 13/2007, de 31 d'octubre, del Memorial Democràtic; i la Llei 14/2007, de 5 de desembre, de l'Institut Català Internacional per la Pau. Aquesta nova lleu contempla la creació de l'Agència Catalana del Patrimoni Cultural (ACdPC), que també modifica la Llei 17/1990, de 2 de novembre, de museus.

### Presentació

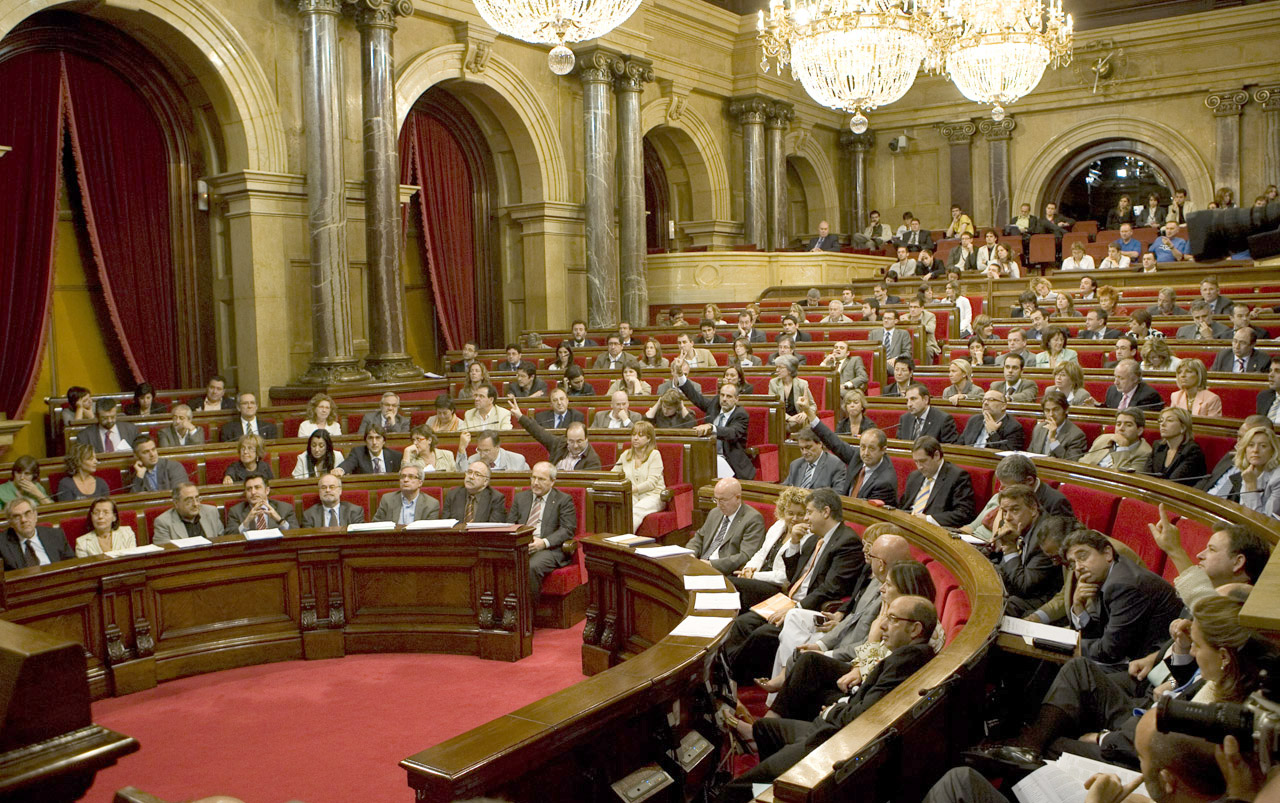
El Parlament de Catalunya, on es va aprovar la Llei 7/2011, del 27 de juliol, de mesures fiscals i financeres, que creava l'ACdPC.

En la sessió número 14 del 20 de juliol de 2011 al Parlament de Catalunya es va aprovar la Llei 7/2011, del 27 de juliol, de mesures fiscals i financeres. El seu capítol VI està dedicat a la creació l'Agència Catalana del Patrimoni Cultura, així com l'Oficina de Suport a la Iniciativa Cultural, coneguda popularment com la finestreta única, amb la intenció de simplificar i centralitzar totes les convocatòries d'ajuts en un sol organisme. En aquesta mateixa llei quedava eliminada l'Entitat Autònoma de Difusió Cultural, un ens del que fins al moment depenia l'Arts Santa Mònica. Tant l'Oficina com l'Agència són una entitat de dret públic, amb personalitat jurídica pròpia, adscrites al departament de Cultura.
Al Ple del 6 d'octubre va aprovar una moció del PSC que instava el govern a assolir un acord nacional per la cultura. La moció contempla «la necessitat d'introduir esmenes al projecte de llei d'agilitat i reestructuració administrativa, en tràmit, per completar la regulació relativa a l'Agència Catalana del Patrimoni Cultural.»

### Aprovació i primers anys
El dia 21 de desembre de 2011 es va aprovar al Parlament de Catalunya la coneguda com a llei òmnibus, que incorporava l'aprovació d'un nou CoNCA amb 7 membres en comptes d'onze, la creació d'una finestreta única i de l'Agència Catalana del Patrimoni. En la votació, Convergència va tenir l'acord del PSC i ERC i el PP es va abstenir. El Departament de Cultura va trigar 2 anys a acabar de donar-li cos al projecte, fins que el dia 23 de juliol de 2013 el Govern de Catalunya va aprovar els estatuts de l'Agència. El seu primer director fou Joan Pluma. El 2014 es va dedicar a realitzar el desplegament del mapa del patrimoni cultural, van posar en marxa la Ruta 1714 i van ampliar el circuit de visita del jaciment d'Ullastret. Entre els seus projectes, també es van incloure l'obertura a la ciutat del pati històric del mNACTEC, la millora de les visites i els serveis prestats pels museus, el programa de restauració del patrimoni, el portal web del patrimoni català.
Un any després, el 2015 van promocionar les xarxes temàtiques dels museus nacionals i de les xarxes territorials de museus, renovar parts del relat de la Tàrraco Romana, la ruta del romànic, entre d'altres.

### Actualitat
El març del 2016 es va anunciar que el nou director seria Àlex Susanna, qui havia estat dirigint l'Institut Ramon Llull entre 2013 i 2016.

## Missió
Segons la llei, l'Agència Catalana del Patrimoni Cultural «té per missió gestionar, amb relació al medi urbà i natural que l'acull, el patrimoni cultural de la Generalitat amb criteris d'integritat, sostenibilitat i eficiència, i donar suport al departament competent en matèria de cultura en la realització d'activitats programades per a executar les polítiques establertes per la unitat competent en matèria de patrimoni cultural. Als efectes del que estableix aquesta llei, el patrimoni cultural inclou el patrimoni material i immaterial, moble i immoble, documental, bibliogràfic».

## Funcions
La llei li atorga les següents funcions:
- Dinamitzar el patrimoni cultural mitjançant la cooperació entre agents públics i privats per a millorar-ne la promoció, la conservació i la gestió.
- Fomentar la vinculació del patrimoni cultural amb el desenvolupament territorial i l'activitat econòmica i amb la generació de nous recursos econòmics per a destinar-los a la promoció i conservació d'aquest patrimoni.
- Fomentar l'ús del patrimoni cultural i dels equipaments, amb una atenció especial a l'educació i al turisme cultural, i millorar-ne la vinculació amb la comunitat i la internacionalització i les pràctiques associades a la conservació i divulgació d'aquest patrimoni.
- Prestar serveis de restauració, conservació, rehabilitació, excavació arqueològica, millora de la qualitat i posada en valor de béns culturals i de divulgació i d'informació en matèria de patrimoni cultural.
- Promoure la formació, la recerca i la transferència de coneixement en tots els àmbits del patrimoni cultural i la incorporació de les tecnologies de la informació i la comunicació a la gestió i la informació en matèria de patrimoni cultural.
- Gestionar la xarxa de monuments de titularitat de la Generalitat i els equipaments patrimonials adscrits al departament competent en matèria de cultura.
- Facilitar la participació de la ciutadania en la gestió i la promoció del patrimoni cultural incloent en aquest àmbit el foment del patrocini, del mecenatge i del voluntariat.
- Fer estudis estructurals i prospeccions sobre el patrimoni cultural i el seu impacte social, cultural i econòmic.

## Òrgans de Govern
L'Agència Catalana del Patrimoni Cultural disposa de dos òrgans de Govern, el consell d'Administració i la mateixa direcció de l'Agència. El Consell d'Administració està presidit pel conseller del Departament de Cultura, la vicepresidència correspon al director general competent en matèria de patrimoni cultural, llevat que aquesta persona sigui el director de l'Agència. En aquest cas, el vicepresident és la persona titular de la secretaria general del departament competent en matèria de cultura.
Segons la llei, «queda pendent pel Govern d'aprovar, mitjançant un decret, els estatuts de l'Agència Catalana del Patrimoni Cultural, els quals han de determinar i regular les funcions dels òrgans de govern; la composició i el funcionament del Consell d'Administració i el nomenament dels seus membres, i l'estructura orgànica interna i el règim de funcionament de l'Agència.»

## Centres adscrits
L'Agència té adscrits 7 equipaments i 38 monuments. Els equipaments adscrits són:
- Museu d'Història de Catalunya
- Museu d'Arqueologia de Catalunya
- Museu de la Ciència i la Tècnica de Catalunya
- Museu d'Art de Girona
- Museu Nacional Arqueològic de Tarragona
- Centre de Restauració de Béns Mobles de Catalunya
- Centre de Recerca Pedret

La llista està formada per tots aquells centres que anteriorment ja eren gestionats pel Departament de Cultura. Els 38 equipaments adscrits són: la Cartoixa Escaladei; la Casa-museu Prat de la Riba; la Casa-museu Rafael Casanovas; els castells de Cardona, Claramunt, Miravet, Calonge i de la Granada del Penedès; el castell-monestir d'Escornalbou; els convents de St. Francesc de Montblanc i St. Bartomeu de Bellpuig; els monestirs de Vilabertran, Santes Creus, St. Pere de Rodes, St. Pere de Galligants; Torre Manresana; els jaciments de Castellet de Banyoles, Castell de Palamós, Empúries, Olèrdola, Ullastret; Necròpolis, Fòrum i Teatre de Tarragona; les vil·les romanes dels Munts i Centcelles; l'Arc de Barà; la Torre dels Escipions, la Torre Carles V, els museus Colònia Sedó i Ciment Asland, la Farga Palau, el Palau Moja, el monestir de Sant Pere de Portella, la Roca dels Moros del Cogul, els jaciments del Coll del Moro, el Molí d'Espígol i el centre-magatzem del MNAT.